# Aeschynanthus amboinensis
Aeschynanthus amboinensis là một loài thực vật có hoa trong họ Tai voi. Loài này được (Merr.) Mendum mô tả khoa học đầu tiên năm 1998.